# Cladophorales
Ordre
Les Cladophorales sont un ordre d'algues vertes de la classe des Ulvophyceae. 

## Liste des familles
| Selon AlgaeBase (21 juillet 2017) et ITIS (21 juillet 2017) : - famille des Anadyomenaceae Kützing - famille des Boodleaceae Børgesen - famille des Cladophoraceae Wille - famille des Okellyaceae Leliaert & Rueness - famille des Pithophoraceae Wittrock - famille des Pseudocladophoraceae Boedeker & Leliaert - famille des Siphonocladaceae F.Schmitz - famille des Valoniaceae Kützing | Selon World Register of Marine Species (21 juillet 2017) : - famille des Anadyomenaceae Kützing, 1843 - famille des Cladophoraceae Wille, 1884 - famille des Okellyaceae Leliaert & Rueness in Leliaert, F., Rueness, J, Boedeker, C., Maggs, C.A., Cocquyt, E., Verbruggen, H. & De Clerck, O., 2009 - famille des Pithophoraceae Wittrock - famille des Pseudocladophoraceae Boedeker & Leliaert - famille des Wittrockiellaceae |

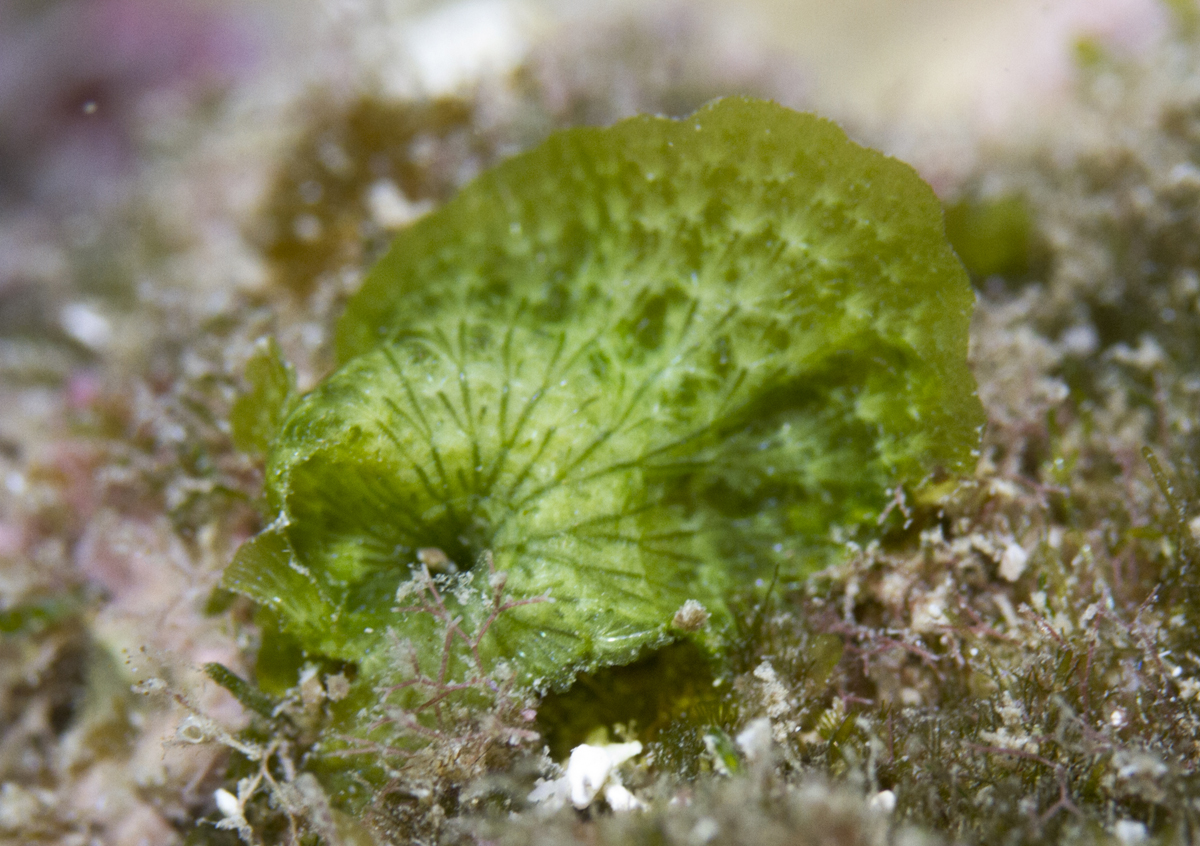
Anadyomene wrightii, une Anadyomenaceae
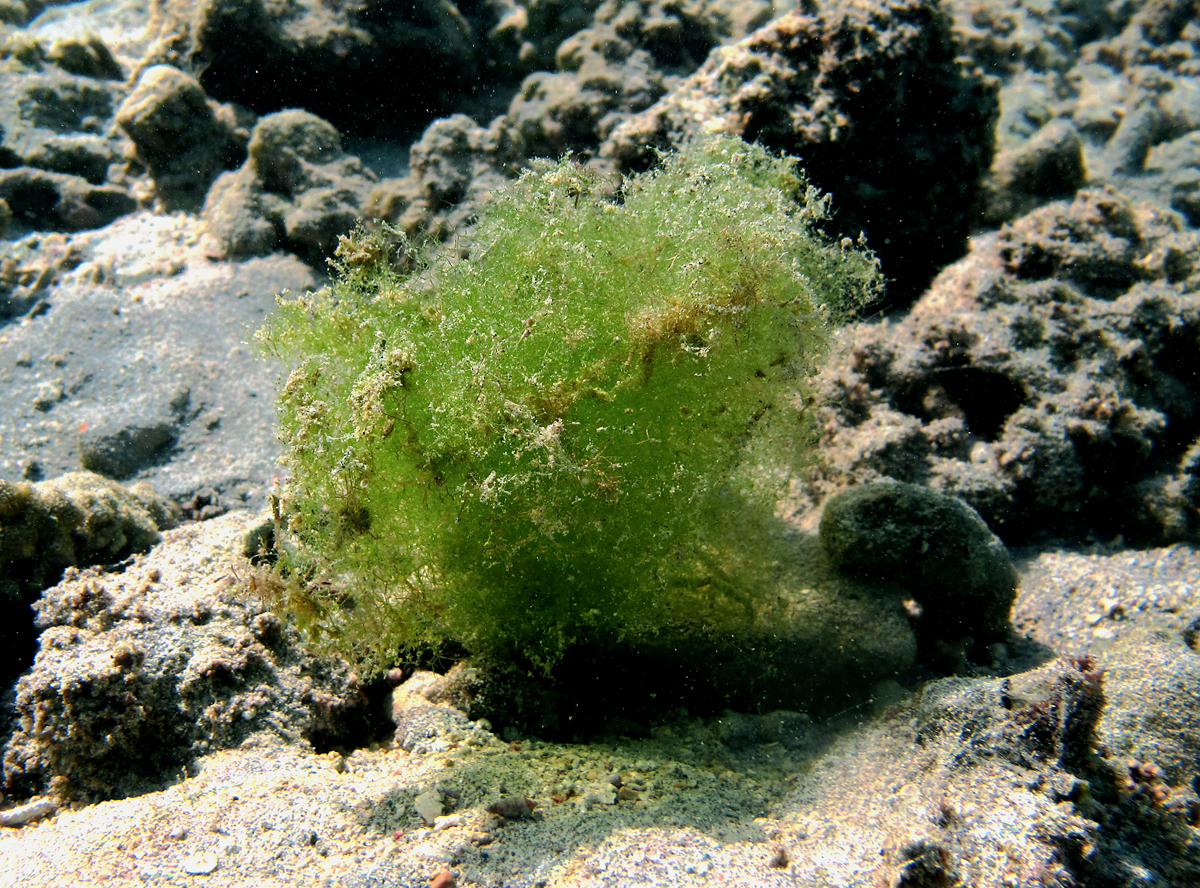
Boodlea composita, une Boodleaceae
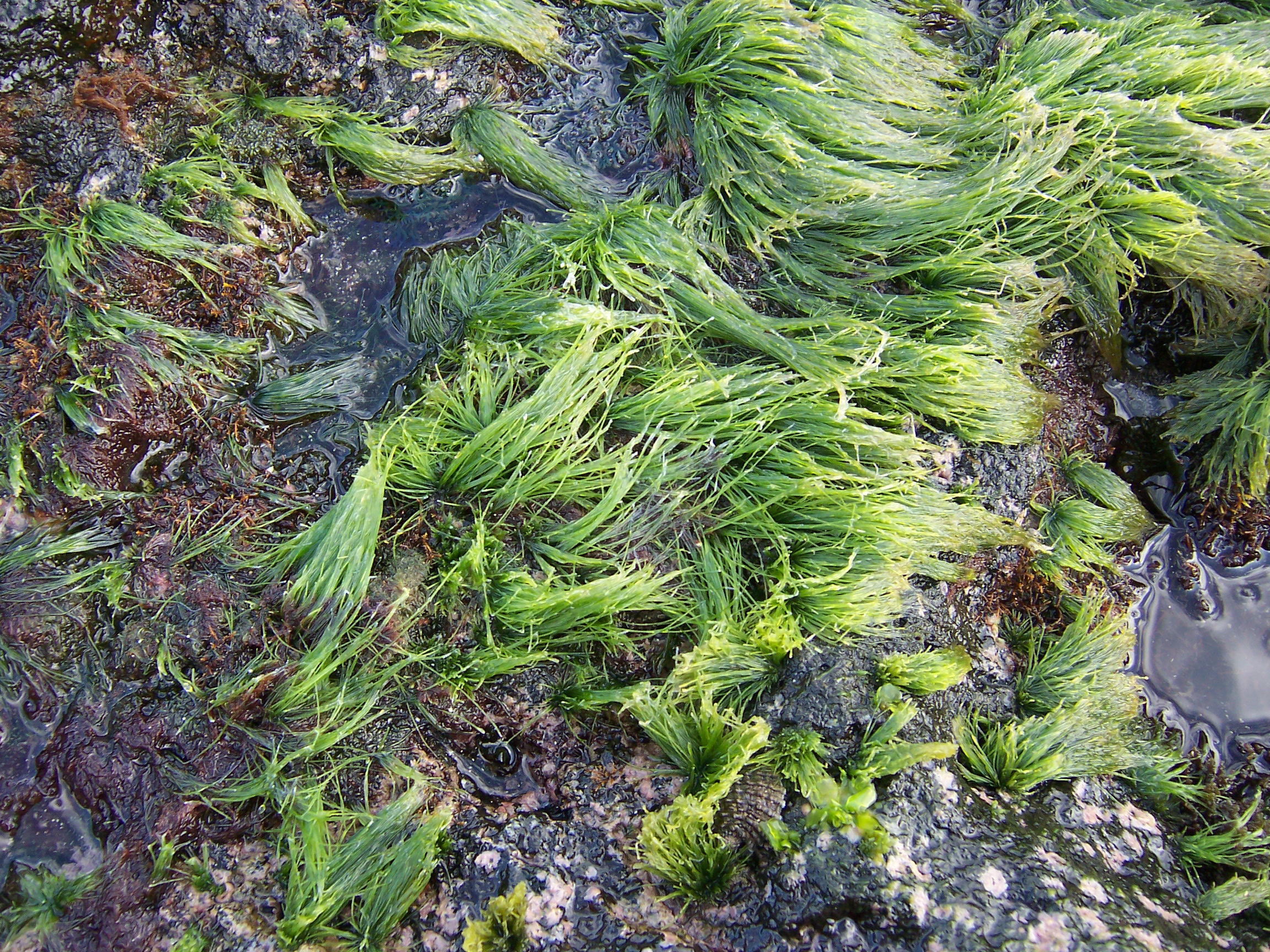
Chaetomorpha antennina, une Cladophoraceae
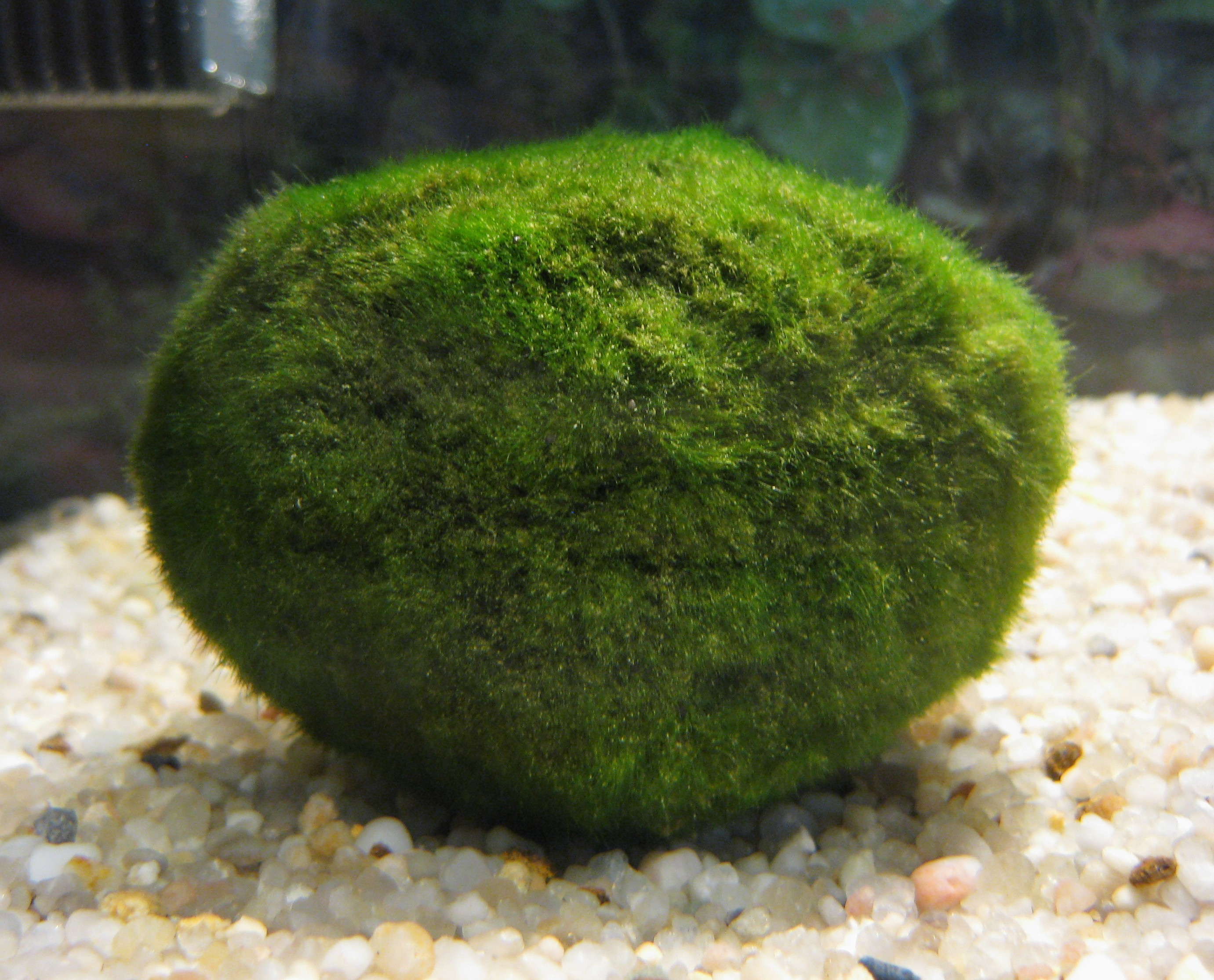
Cladophora aegagropila, une Pithophoraceae
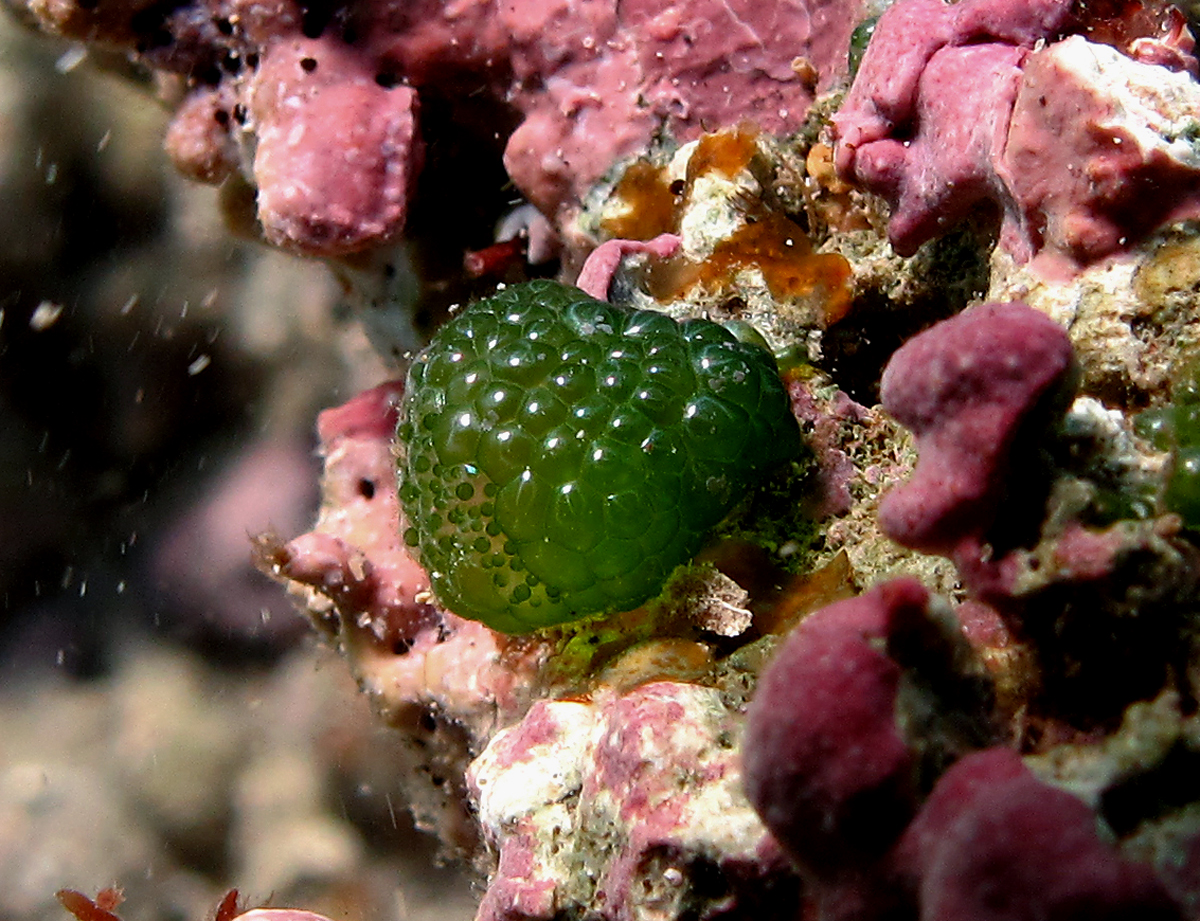
Dictyosphaeria cavernosa, une Siphonocladaceae
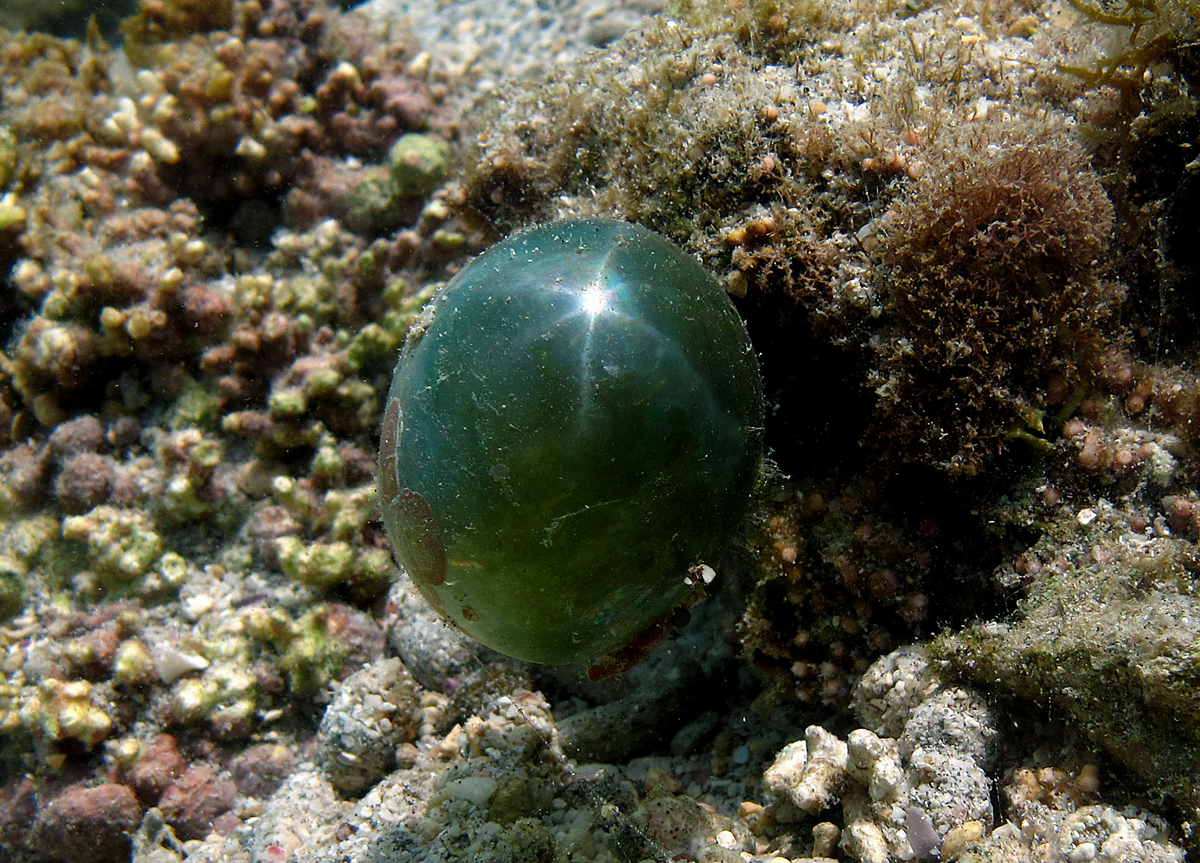
Valonia ventricosa, une Valoniaceae